# Evangelinos Apostolides Sophokles

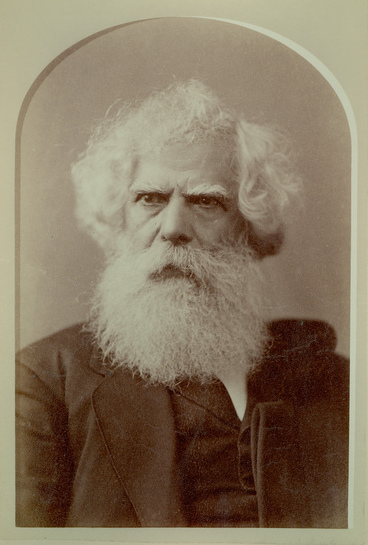
E. A. Sophokles

Evangelinos Apostolides Sophokles oder Apostolidis Sofoklis, griechisch Ευαγγελινός Αποστολίδης Σοφοκλής; in seinen Publikationen und in der bibliographischen Erfassung wird die latinisierte Namensform verwendet: Evangelinus Apostolides Sophocles (* 8. März 1807 in Tsagkarada, Thessalien, Griechenland; † 17. Dezember 1883 in Cambridge (Massachusetts), USA) war ein griechisch-US-amerikanischer Gräzist.

## Leben
Als junger Mann trat er in das Katharinenkloster am Berg Sinai ein. In der Zeit der griechischen Revolution (1821–1829) lebte er im Mutterkonvent in Kairo, blieb aber weiterhin mit dem Kloster auf dem Sinai in Verbindung.
1829 ging er in die USA, wo eine seiner ersten Stationen das Amherst College war. Nach einer Anstellung in Hartford erlangte er 1837 an der Yale University den M.A. und lehrte dort von 1837 bis 1840 als Instructor in Modern Greek. Von 1842 an war er Tutor in Greek am Harvard College und ebendort von 1860 bis zu seinem Tode University Professor of Ancient, Byzantine and Modern Greek. Damit hatte er vermutlich den ersten Lehrstuhl für Neogräzistik in der westlichen Welt inne. Der niederländische Philologe und Neogräzist Dirk Christiaan Hesseling nannte ihn jedenfalls den ersten Neogräzisten.
Neben verschiedenem Hilfsmaterial für den Griechischunterricht (Lehrbuch, Grammatiken, Listen der Verbformen, Chrestomathie) und einer Geschichte des griechischen Alphabets und der Aussprache des Griechischen hat Sophokles das Greek Lexicon of the Roman and Byzantine Periods from B. C. 146 to A. D. 1100 verfasst, ein weiterhin wichtiges Arbeitsinstrument für das Griechische der hellenistischen, kaiserzeitlichen, spätantiken und byzantinischen Periode.
1856 wurde Sophokles in die American Academy of Arts and Sciences gewählt.

## Schriften (Auswahl)
- A Greek Grammar for the Use of Learners. Hartford 1835 (Digitalisat); häufig nachgedruckt.
- A Romaic Grammar. Hartford 1842 (Digitalisat); revised edition 1860.
- A Catalogue of Greek Verbs for the Use of Colleges. Hartford 1844 (Digitalisat).
- Romaic or Modern Greek Grammar. Boston 1857 (Digitalisat).
- History of the Greek alphabet with remarks on Greek orthography and pronunciation. George Nichols, Cambridge 1848 (Digitalisat).
- History of the Greek Alphabet and Pronunciation. Cambridge 1848; Second edition, revised. John Bartlett, Cambridge 1854 (Digitalisat).
- A Glossary of Later and Byzantine Greek (= Memoirs of the American Academy of Arts and Sciences. Band 7). Cambridge 1860 (Digitalisat).
- Greek lexicon of the Roman and Byzantine periods from B. C. 146 to A. D. 1100. Edited by Joseph Henry Thayer. Ungar, New York 1887; Charles Scribner’s Sons, New York 1890 (Digitalisat).